# Chiesa di San Francesco di Paola (L'Aquila)
La chiesa di San Francesco di Paola, nota in antichità con il titolo di Santa Maria di Rascino, è un edificio religioso dell'Aquila, situato del quarto di San Giovanni.
Deve la sua realizzazione ai castellani di Rascino, che contribuirono così alla fondazione della città nel XIII secolo. Distrutta nel 1574, fu ricostruita nel 1618 per mano dell'ordine dei Minimi, assumendo poi la denominazione attuale sul finire del secolo.

## Storia
L'edificazione della chiesa si fa risalire al periodo immediatamente successivo alla fondazione dell'Aquila, per mano dei castellani di Rascino che la intitolarono Santa Maria. Nel 1574 la chiesa crollò e le rovine furono incendiate, cosicché il locale di Rascino fu aggregato a quello di Roio.
Nel 1618 il sito passò all'ordine dei Minimi che ricostruì l'edificio senza operare grandi modifiche del suo assetto originale né mutando la denominazione. L'ordine volle anche la costruzione di un piccolo convento adiacente alla chiesa sul lato orientale, dove promosse il culto di Francesco di Paola. Nel 1661, con l'abbandono dell'ordine, la chiesa passò alla parrocchia di Poggio Santa Maria che ne confermò l'intitolazione di stampo popolare a San Francesco di Paola.

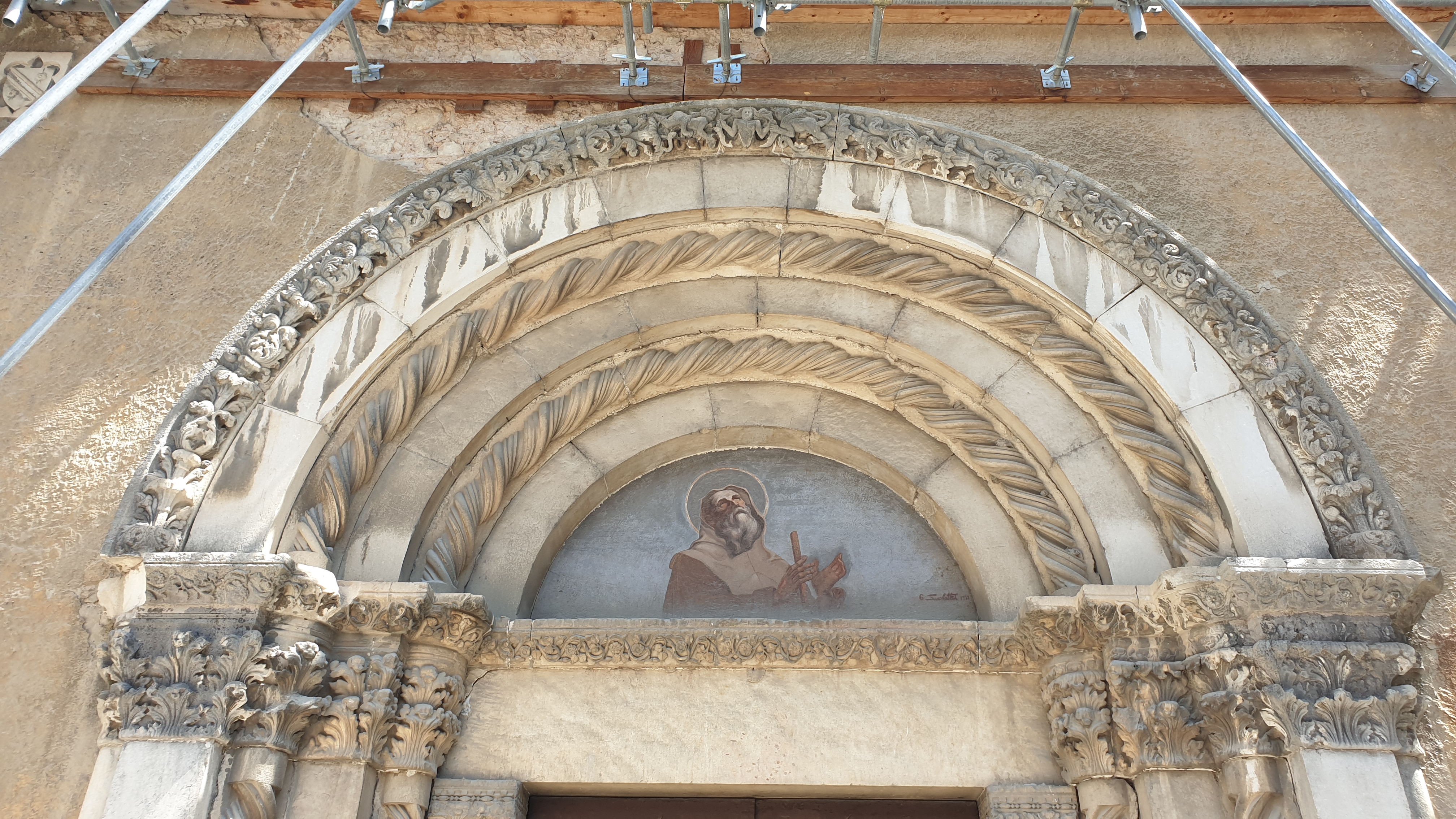
Particolare del portale della scomparsa chiesa di San Giovanni di Lucoli, rimontato in San Francesco di Paola

Nel 1898 si decise di apporre sulla facciata il prospetto quattrocentesco della chiesa di San Giovanni di Lucoli, antica chiesa capoquarto andata distrutta dal terremoto del 1703 e caduta in decadenza.
Il terremoto dell'Aquila del 2009 ha provocato diversi danni all'edificio, tra cui il crollo della parte superiore della facciata e i lavori di ricostruzione sono cominciati nell’agosto del 2024.

## Descrizione
San Francesco di Paola è situata nella parte bassa del quarto di San Giovanni, lungo via XX Settembre e in corrispondenza degli incroci con via Baldassarre Nardis e via San Francesco di Paola.
Il suo impianto architettonico, molto semplice ad aula unica rettangolare, presenta similitudini con le concittadine Santa Maria del Guasto e San Vito di Tornimparte, facendo presupporre che la costruzione sia stata realizzata in osservanza alle disposizioni del 1290 e l'impianto confermato poi nella ricostruzione seicentesca. Le uniche aggiunte dei secoli seguenti furono gli altari laterali in stile barocco e il palco con l'organo presente sulla controfacciata.
Di particolare interesse è invece la facciata rivolta su via XX Settembre. Si tratta, infatti, di una ricostruzione in situ dell'antico prospetto di San Giovanni di Lucoli, a sua volta caratterizzato da alterne vicende storico-artistiche. Questo fatto è databile al XV secolo — come confermato dalla data del 1439 incisa sul portale — ma fu sicuramente rimaneggiata nella ricostruzione in scala ridotta dell'edificio in seguito al sisma del 1703: secondo alcuni studi, la facciata originale di San Giovanni presentava presumibilmente anche un rosone (o finestra circolare) centrale. Il pregevole portale, d'influenza romanico-gotico, viene stilisticamente collegato a quello laterale della basilica di Santa Maria di Collemaggio.
Il dipinto sulla lunetta che illustra san Francesco, è opera dell'aquilano Giuseppe Scarlattei.